# Collegio uninominale Emilia-Romagna - 04 (Camera dei deputati 2017)
Il collegio elettorale uninominale Emilia-Romagna - 04 è stato un collegio elettorale uninominale della Repubblica Italiana per l'elezione della Camera dei deputati tra il 2017 ed il 2022.

## Territorio
Come previsto dalla legge elettorale italiana del 2017, il collegio era stato definito tramite decreto legislativo all'interno della circoscrizione Emilia-Romagna.
Era formato dal territorio di 16 comuni: Argenta, Codigoro, Comacchio, Copparo, Ferrara, Fiscaglia, Goro, Jolanda di Savoia, Lagosanto, Masi Torello, Mesola, Ostellato, Portomaggiore, Riva del Po, Tresignana e Voghiera.
Il collegio era quindi interamente compreso nella provincia di Ferrara.
Il collegio era parte del collegio plurinominale Emilia-Romagna - 02.

## Eletti
| Elezione | Elezione | Deputato     | Partito |
| -------- | -------- | ------------ | ------- |
|          | 2018     | Maura Tomasi | Lega    |

## Dati elettorali

### XVIII legislatura
Come previsto dalla legge elettorale, 232 deputati erano eletti con sistema a maggioranza relativa in altrettanti collegi uninominali a turno unico.
| Candidati              | Candidati              | Voti    | %     | Liste                           | Voti    | %     |
| ---------------------- | ---------------------- | ------- | ----- | ------------------------------- | ------- | ----- |
|                        | Maura Tomasi ✔️ Eletto | 65 286  | 39,66 | Lega                            | 40 748  | 24,76 |
| Forza Italia           | Maura Tomasi ✔️ Eletto | 65 286  | 39,66 | 18 378                          | 11,17   |       |
| Fratelli d'Italia      | Maura Tomasi ✔️ Eletto | 65 286  | 39,66 | 5 489                           | 3,33    |       |
| Noi con l'Italia - UDC | Maura Tomasi ✔️ Eletto | 65 286  | 39,66 | 671                             | 0,41    |       |
|                        | Dario Franceschini     | 47 978  | 29,15 | Partito Democratico             | 40 738  | 24,75 |
| +Europa                | Dario Franceschini     | 47 978  | 29,15 | 4 745                           | 2,88    |       |
| Civica Popolare        | Dario Franceschini     | 47 978  | 29,15 | 1 337                           | 0,81    |       |
| Italia Europa Insieme  | Dario Franceschini     | 47 978  | 29,15 | 1 158                           | 0,70    |       |
|                        | Marco Falciano         | 40 739  | 24,75 | Movimento 5 Stelle              | 40 739  | 24,75 |
|                        | Irene Bregola          | 5 556   | 3,38  | Liberi e Uguali                 | 5 556   | 3,38  |
|                        | Giovanni Tavassi       | 1 518   | 0,92  | Potere al Popolo!               | 1 518   | 0,92  |
|                        | Pier Giacomo Taddei    | 1 104   | 0,67  | CasaPound                       | 1 104   | 0,67  |
|                        | Marco Centineo         | 894     | 0,54  | Italia agli Italiani            | 894     | 0,54  |
|                        | Emanuela Biagi         | 761     | 0,46  | Il Popolo della Famiglia        | 761     | 0,46  |
|                        | Valeria Bartolotti     | 475     | 0,29  | Per una Sinistra Rivoluzionaria | 475     | 0,29  |
|                        | Federico Messina       | 289     | 0,18  | PRI - ALA                       | 289     | 0,18  |
| Totale                 | Totale                 | 164 600 | 100   |                                 | 164 600 | 100   |
|                        |                        |         |       |                                 |         |       |
| Voti non validi        | Voti non validi        | 5 139   | 3,03  |                                 |         |       |
| Votanti                | Votanti                | 169 739 | 78,16 |                                 |         |       |
| Elettori               | Elettori               | 217 164 |       |                                 |         |       |